# 深山珠弄蝶
深山珠弄蝶（學名：Erynnis montana），又名深山弄蝶。是屬於古北界的一種蝴蝶，分類上隸屬於弄蝶科 (Pyrginae亞科)。這種蝴蝶分布於中國、俄羅斯東部(阿穆爾地區)、台灣及日本。
幼蟲以蒙古櫟（Quercus mongolica）為食。

## 亞種
- E. m. montana
- E. m. monta Evans, 1948 - 中國（越南）
- E. m. neomontanus Murayama & Yoshisaka, 1959 - 台灣
- E. m. nigrescens (Leech, 1894) - 中國西部